# 日石本館
日石本館（にっせきほんかん）は、東京都港区西新橋一丁目3番12号の、日比谷通りと外堀通りの交わる西新橋交差点角に所在していた建築物である。1962年に竣工し、日本石油（のちの日石三菱→新日本石油、現在のENEOS）が本社を置いていた。2011年より解体され、跡地には2014年に西新橋スクエアが完成した。

## 歴史
日本石油は1922年（大正11年）より、東京都千代田区丸の内の有楽館に本社を置いていたが、連合国軍最高司令官総司令部が将校の宿舎とするため、1945年10月22日に、翌日正午を期限として接収命令が発せられた。このため、急遽麻布北日ヶ窪に重役室を含む本部、代々木・上野・日本橋に分室を設けた。その後新橋七丁目の東京美術会館への仮移転を経て、有楽館にほど近い三菱仲5号館に落ち着いた。8度にわたる陳情の末、有楽館は1956年1月16日に返還された。内部は大規模に改修されてビル名称は「日石ビルディング」に改められ、同年7月23日に同ビルに本社機能が移された。
有楽館接収中の1950年には、本社用地として港区芝田村町（現在の西新橋一丁目3番12号）の土地を取得していたが、日比谷通り沿いには商店や他社のガソリンスタンドなどの借地人があり、立ち退きに時間を要していた。外堀通り沿いに、大型ネオンサインを備えた自社系列のガソリンスタンドを開設するなど暫定利用してきたが、1959年にこの地に新本社ビルの建設を決定した。立ち退き問題が解決した1960年6月6日に地鎮祭を挙行、翌日より鹿島建設により施工され、総工費40億円、2年2カ月の工期ののち1962年8月6日に竣工した。竣工式典には、池田勇人内閣総理大臣をはじめ、荒木万寿夫文部大臣、綾部健太郎運輸大臣、志賀健次郎防衛庁長官ら閣僚や政界人も多数出席した。新たなビルの名称は、日石不動産の社長により「日石本館」と命名され、同年8月13日より業務を開始した。
1971年10月18日、本ビル地下1階にあった特定郵便局で、警察庁長官と、新東京国際空港公団総裁に宛てた郵便爆弾が爆発、局員1名が重傷を負う事件があった。この郵便局は1983年に隣接地の日比谷セントラルビルに移転し、その後の統廃合で現在は西新橋郵便局となっている。
1988年には日本石油創業100周年を記念して、ビルの正面に富永直樹の制作によるプロメテウス像が建立された。この像は、JXビル前に移された後、大手門タワー・JXビルへの本社移転により、同ビルに移されている。
2010年に新日本石油と新日鉱ホールディングスが経営統合され、新会社JXホールディングスの本社が大手町の旧新日鐵ビルヂングに置かれることとなった。本ビルの土地は三菱地所が出資する特別目的会社が定期借地したうえで2011年よりビルを解体。跡地には2014年に、地上22階建ての西新橋スクエアが完成した。